# Gerhard Franke (MfS-Mitarbeiter)
Gerhard Franke (* 17. Juli 1920 in  Einsiedel (heute Stadtteil von Chemnitz); † 19. August 1984) war ein Oberst im Ministerium für Staatssicherheit (MfS) der Deutschen Demokratischen Republik (DDR). Er war von 1959 bis 1984 leitender Mitarbeiter der Hauptverwaltung A (HVA) in Ostberlin, des Auslandsnachrichtendienstes der DDR.

## Leben
Franke, Sohn eines Arbeiters, erlernte nach der Volksschule den Beruf des Eisenformers und übte diesen bis zum Beginn des Zweiten Weltkriegs 1939 aus. Bis 1943 war er im Reichsarbeitsdienst (RAD) dienstverpflichtet, wurde 1943 in die deutsche Wehrmacht eingezogen und an die Ostfront versetzt. 1944 desertierte er und lief zur sowjetischen Roten Armee über, die ihn in Kriegsgefangenschaft nahm. In Gefangenschaft wurde Franke Mitglied des antifaschistischen Nationalkomitees Freies Deutschland (NKFD).
Nach dem Ende des Kriegs kehrte Franke im August 1945 nach Chemnitz in Sachsen zurück und wurde Mitarbeiter der Deutschen Volkspolizei (DVP). Noch 1945 trat Franke in die Kommunistische Partei Deutschlands (KPD) ein und wurde nach der Zwangsvereinigung von KPD und SPD in der Sowjetisch besetzten Zone Deutschlands Mitglied der SED.
1948 war Franke mehrere Monate zur Grenzpolizei versetzt und wurde im Oktober stellvertretender Postenleiter der Polizei in Chemnitz-Einsiedel. Anfang 1949 wechselte er zur Verwaltung zum Schutz der Volkswirtschaft Sachsen in Chemnitz, die im Februar 1950 zur Länderverwaltung Sachsen des Ministeriums für Staatssicherheit (MfS) wurde. 1950 war Franke kurzzeitig Verbindungsoffizier des MfS an der Polizeischule Pirna, dann wurde er in die MfS-Zentrale in Ostberlin versetzt.
Nach Mitarbeit in der MfS-Abteilungen VII (zuständig für die Absicherung der Volkspolizei und des Ministeriums des Innern) wurde Franke 1951 Abteilungsleiter in der Hauptabteilung III, zuständig für Wirtschaft. Nach kurzer Tätigkeit in der Kontrollinspektion wechselte Franke 1956 zur Hauptverwaltung A (HVA), dem Auslandsnachrichtendienst der DDR.
Bis 1959 war Franke Abteilungsleiter innerhalb der HVA-Hauptabteilung IV, zuständig für Wirtschaftsspionage, und war dann bis 1971 stellvertretender Leiter der Hauptabteilung IV. 1958/59 absolvierte er einen Lehrgang an der Bezirksparteischule der SED in Potsdam.
1971 bis 1984 war Franke Leiter der HVA-Abteilung XV, zuständig für Wehrtechnik, Luft- und Raumfahrt, wurde 1972 zum Oberst und 1981 zum Offizier für Sonderaufgaben beim Leiter des HVA-Sektors Wissenschaft und Technik befördert. 1984 ging er in Rente und verstarb im selben Jahr.